# Liste der denkmalgeschützten Objekte in Würmla
Die Liste der denkmalgeschützten Objekte in Würmla enthält die 9 denkmalgeschützten, unbeweglichen Objekte der niederösterreichischen Marktgemeinde Würmla.

## Denkmäler
| Foto |                 | Denkmal                                                                     | Standort                                                        | Beschreibung | Metadaten |
| ---- | --------------- | --------------------------------------------------------------------------- | --------------------------------------------------------------- | --- | --- |
| ja   | Datei hochladen | Ortskapelle hl. Anna HERIS-ID: 26555 Objekt-ID: 23038                       | neben Diendorf 35 Standort KG: Diendorf                         | Ein schlichter Bau aus der Mitte des 19. Jahrhunderts mit geschweiftem Giebel, Dachreiter, Satteldach und leicht eingezogener halbrunder Apsis. | BDA-Hist.: Q37902445 Status: § 2a Stand der BDA-Liste: 2025-06-30 Name: Ortskapelle hl. Anna GstNr.: 1194 |
| ja   | Datei hochladen | Straßenbrücke HERIS-ID: 27350 Objekt-ID: 23867                              | Zur Schindelmühle 4, südwestlich Standort KG: Grub bei Saladorf | Die Betonbrücke über den Perschlingskanal vom Anfang des 20. Jahrhunderts ist eine Stahlbeton-Fachwerkkonstruktion nach dem System Visintini. Als Teil der Regulierung der Perschling wurden mehrere Brücken desselben Typs gebaut.                                                                            | BDA-Hist.: Q37910521 Status: Bescheid Stand der BDA-Liste: 2025-06-30 Name: Straßenbrücke GstNr.: 267, 266/1, 496                                                                                              |
| ja   | Datei hochladen | Ortskapelle HERIS-ID: 26559 Objekt-ID: 23042                                | neben Saladorf 28 Standort KG: Saladorf                         | Ein Sakralbau aus der Mitte des 19. Jahrhunderts mit eingezogener Apsis, geschweiftem Giebel und Dachreiter. | BDA-Hist.: Q37902457 Status: § 2a Stand der BDA-Liste: 2025-06-30 Name: Ortskapelle GstNr.: 629 |
| ja   | Datei hochladen | Fundzone Unteres Bauernfeld HERIS-ID: 109444 Objekt-ID: 127069              | Unteres Bauernfeld Standort KG: Saladorf                        | | BDA-Hist.: Q37814826 Status: Bescheid Stand der BDA-Liste: 2025-06-30 Name: Fundzone Unteres Bauernfeld GstNr.: 289/1, 289/2, 585/1, 585/2, 586/1, 586/3, 587/1, 587/3, 588/1, 588/3, 591/1, 591/2, 591/6, 573 |
| ja   | Datei hochladen | Ortskapelle hll. Anna, Sebastian und Josef HERIS-ID: 26549 Objekt-ID: 23031 | gegenüber Waltendorf 11 Standort KG: Waltendorf                 | Ein ungegliederter Bau aus der ersten Hälfte des 19. Jahrhunderts mit geschweiftem Giebel, Dachreiter und eingezogener halbrunder Apsis. | BDA-Hist.: Q37902403 Status: § 2a Stand der BDA-Liste: 2025-06-30 Name: Ortskapelle hll. Anna, Sebastian und Josef GstNr.: 598/1                                                                               |
| ja   | Datei hochladen | Figur hl. Antonius HERIS-ID: 26552 Objekt-ID: 23035                         | vor Hauptstraße 32 Standort KG: Würmla                          | Um 1820, Standort Ecke Hauptstraße – Schlossweg. | BDA-Hist.: Q37902431 Status: § 2a Stand der BDA-Liste: 2025-06-30 Name: Figur hl. Antonius GstNr.: 921/1 |
| ja   | Datei hochladen | Kath. Pfarrkirche hl. Ulrich HERIS-ID: 26560 Objekt-ID: 23043               | neben Kirchenplatz 1 Standort KG: Würmla                        | Die Kirche wurde in den 1730er Jahren errichtet. 1758 erfolgte eine Erneuerung des Presbyteriums und des Turmes. Nach einem Brand wurde 1768 das Langhaus, ein dreijochiger Saalraum, neu errichtet. Die Einrichtung stammt weitgehend einheitlich aus der Mitte und dem dritten Viertel des 18. Jahrhunderts. | BDA-Hist.: Q37902471 Status: § 2a Stand der BDA-Liste: 2025-06-30 Name: Kath. Pfarrkirche hl. Ulrich GstNr.: 1165 Pfarrkirche Würmla                                                                           |
| ja   | Datei hochladen | Pfarrhof HERIS-ID: 26547 Objekt-ID: 23029                                   | Kirchenplatz 2 Standort KG: Würmla                              | Zweigeschoßiger Bau unter Walmdach, 1754 erbaut. | BDA-Hist.: Q37902390 Status: § 2a Stand der BDA-Liste: 2025-06-30 Name: Pfarrhof GstNr.: 1166 |
| ja   | Datei hochladen | Schloss HERIS-ID: 26551 Objekt-ID: 23034                                    | Schloßweg 2 Standort KG: Würmla                                 | Die dreiflügelige, zweigeschoßige Anlage mit Kellergeschoß und einheitlicher historistischer Fassade wurde an Stelle eines ehemaligen Wasserschlosses 1894 nach Plänen von Johann Julius Romano Ritter von Ringe errichtet.                                                                                    | BDA-Hist.: Q37902416 Status: § 2a Stand der BDA-Liste: 2025-06-30 Name: Schloss GstNr.: 1195 Schloss Würmla |